# マシュー・リアル
マシュー・ジョセフ・リアル（Matthew Joseph Real、1999年7月10日 - ）は、アメリカ合衆国出身のプロサッカー選手。ポジションはDF。メジャーリーグサッカー・フィラデルフィア・ユニオン所属。

## 経歴

### ベスレヘム・スチール
ユナイテッドサッカーリーグのベスレヘム・スチールとアマチュア契約を結び、2016年シーズンからプレーすることになった。ウェイクフォレスト大学で大学サッカーをすることを約束していたが、2017年1月17日にベスレヘム・スチールとプロ契約を結ぶことを選択した。

### フィラデルフィア・ユニオン
2018年1月18日.、ベスレヘム・スチールのMLS親クラブであるフィラデルフィア・ユニオンとホームグロウン契約を結んだ。同年3月31日、コロラド・ラピッズ戦でMLSデビューを果たした。2020年9月、ニューヨーク・レッドブルズ戦で初ゴールを記録した。